# 24. Flak-Division
A 24. Flak-Division (em português: Vigésima-quarta Divisão Antiaérea) foi uma divisão de defesa antiaérea da Luftwaffe durante a Alemanha Nazi, que prestou serviço na Segunda Guerra Mundial. Foi criada a partir da 16. Flak-Brigade.

## Comandantes
- Fritz Grieshammer, (23 de dezembro 1943 - maio de 1945)[2]